# فرنتس کوواچ (بازیکن فوتبال)
فرنتس کوواچ (مجاری: Ferenc Kovács; ۷ ژانویهٔ ۱۹۳۴ – ۳۰ مهٔ ۲۰۱۸) بازیکن و مربی فوتبال اهل مجارستان بود.
از باشگاه‌هایی که در آن بازی کرده‌است می‌توان به باشگاه فوتبال ام‌تی‌کی بوداپست اشاره کرد.
وی همچنین در تیم ملی فوتبال مجارستان بازی کرده‌است.
وی در مسابقات کشوری و بین‌المللی در مجموع برندهٔ ۱ مدال برنز شده‌است.